# Matelea emmartinezii
Matelea emmartinezii är en oleanderväxtart som beskrevs av W.D.Stevens. Matelea emmartinezii ingår i släktet Matelea och familjen oleanderväxter. Inga underarter finns listade i Catalogue of Life.